# Finta pelle

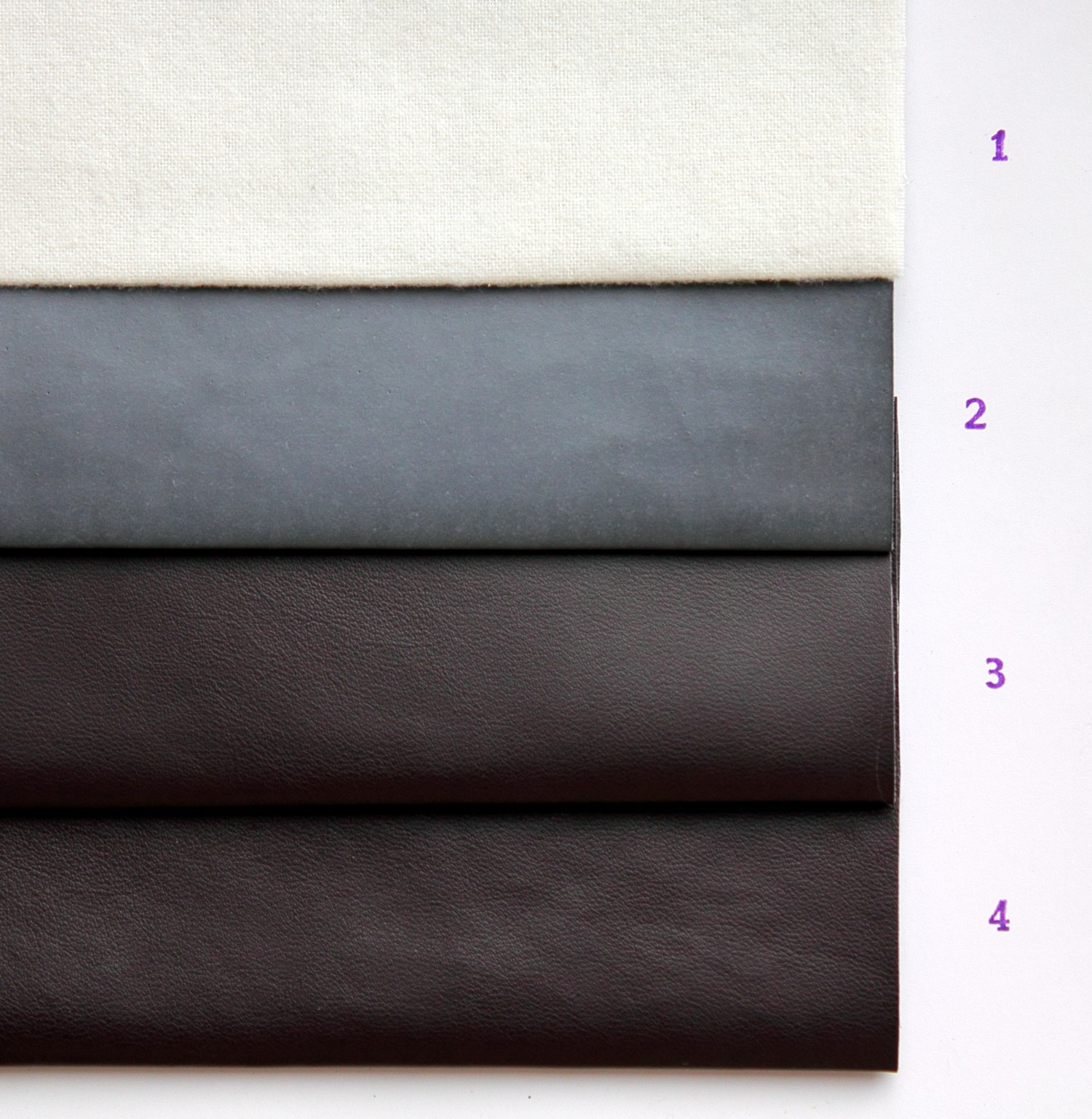
Passaggi di produzione similpelle in poliuretano:
1) Tessuto in cotone
2) Fissione su tessuto di poliuretano aromatico in DMF
3) Trasferimento di rivestimento
4) Finitura con la formulazione poliuretanica solvente

La finta pelle, o similpelle e a volte vinilpelle, è una pelle sintetica: può essere un tessuto impregnato o spalmato con resine poliuretaniche (chiamata commercialmente "pelle PU") o completamente sintetica (senza supporto in tessuto); può avere un aspetto simile alla pelle naturale o al cuoio, un aspetto più tecnico, o una fantasia e si presta molto alle personalizzazioni.
Non va confusa con l'ecopelle, che è un cuoio a ridotto impatto ambientale.

## Descrizione
Esistono diverse tipologie di finta pelle, con finiture lisce e generalmente molto lucenti o ruvide (simili a gomma) e di solito più opache.

Inoltre possono essere impresse venature o caratteristiche superficiali, simili alle pelli naturali: rispetto alla queste ultime, infatti, la finta pelle presenta una trama omogenea e, anche in caso di trama doppia, presenta un andamento omogeneo che non è tipico delle pelle naturale. Inoltre, la finta pelle non presenta le anomalie che possono essere presenti in quella naturale, come le lesioni lasciate dalle ferite.

I colori vanno dall'imitazione del naturale, sia in tinta unita sia con sfumature e macchie a imitazione del vero, o in colori e disegni che seguono i dettami della moda.
Presenta le seguenti caratteristiche:
- facile pulizia
- facile cucitura
- formato a rotolo
- idrorepellenza
- leggerezza
- resistenza all'usura

La finta pelle è utilizzata nel settore calzaturiero, per la pelletteria di borse, custodie e valigie, nell'abbigliamento, in tappezzeria, per rivestimenti di poltrone e sedie, nel mondo della legatoria e del packaging.

## Sky
A partire dal secondo dopoguerra, la finta pelle ebbe larghissimo utilizzo per sostituire il tradizionale cuoio nella copertura delle selle motociclistiche e dei sedili e interni delle automobili; per tali usi era molto diffusa la denominazione "sky", "skai", o "scai", derivante dal marchio "Skai" con il quale l'azienda tedesca Konrad Hornschuch AG di Weißbach fu tra le prime a commercializzare questo tipo di prodotto. In Italia, un prodotto analogo ma frequentemente utilizzato con goffratura geometrica al posto della texture pelle è il Resinflex prodotto dalla omonima ditta torinese.